# القمة الخليجية 1998 (أبو ظبي)
قمة مجلس التعاون الخليجي 1998 أو القمة الخليجية 19 هي قمة قادة دول مجلس التعاون لدول الخليج العربية عقدت في يوم الإثنين 7 ديسمبر 1998 في مدينة أبوظبي عاصمة دولة الإمارات العربية المتحدة برئاسة صاحب السمو الشيخ زايد بن سلطان آل نهيان رئيس دولة الإمارات العربية المتحدة. 
شهدت القمة حضور اقليمي كبير تمثل في مشاركة الرئيس الجنوب أفريقي نيلسون مانديلا وأمين عام الأمم المتحدة السابق كوفي عنان وعصمت عبد المجيد الامين العام السابق لجامعة الدول العربية والامين العام السابق لمنظمة المؤتمر الإسلامي عزالدين العراقي، كما وجه الرئيس الفرنسي السابق جاك شيراك رسالة متلفزة عبر الاقمار الصناعية للقمة. بحثت القمة التي أطلق عليها قمة الاعداد للقرن المقبل مجمل تطورات الاوضاع السياسية والامنية اقليميا ودوليا وسبل تعزيز مسيرة مجلس التعاون.

## القادة المشاركين

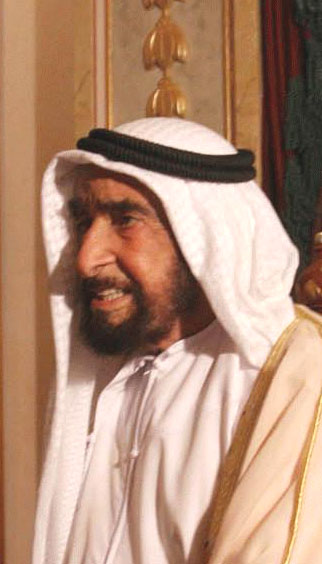
دولة الإمارات العربية المتحدة صاحب السمو الشيخ زايد بن سلطان آل نهيان رئيس دولة الإمارات العربية المتحدة (رئيس الاجتماع)
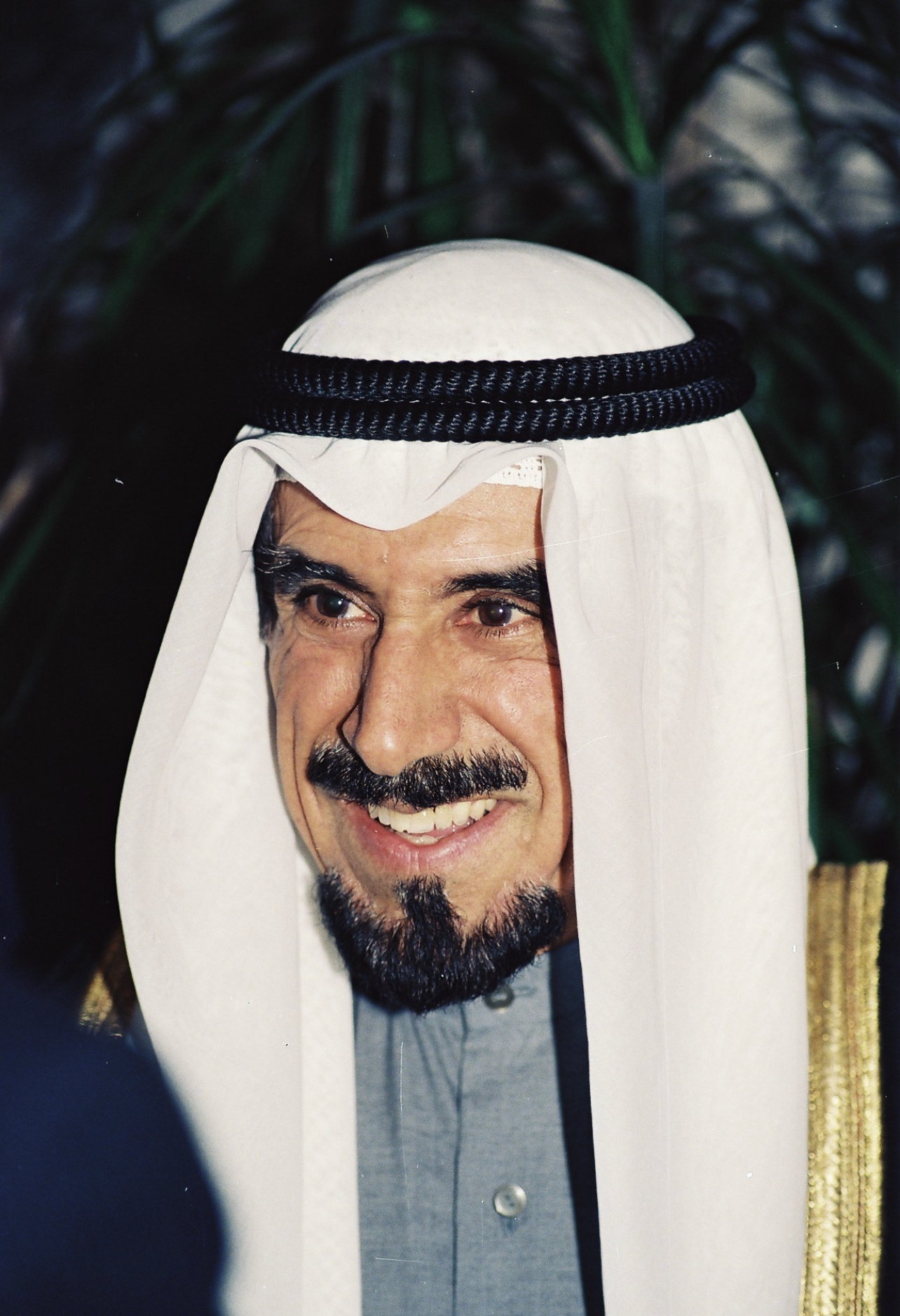
دولة الكويت صاحب السمو الشيخ جابر الأحمد الجابر الصباح أمير دولة الكويت
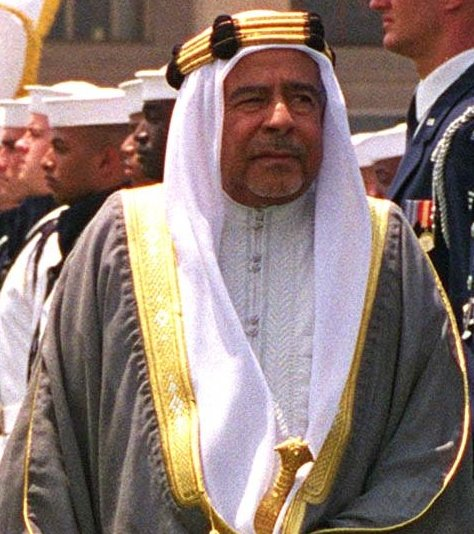
دولة البحرين صاحب السمو الشيخ عيسى بن سلمان آل خليفة أمير دولة البحرين
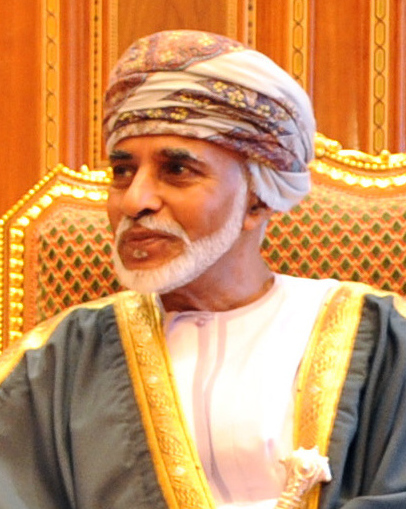
سلطنة عمان صاحب الجلالة السلطان قابوس بن سعيد آل سعيد سلطان عمان
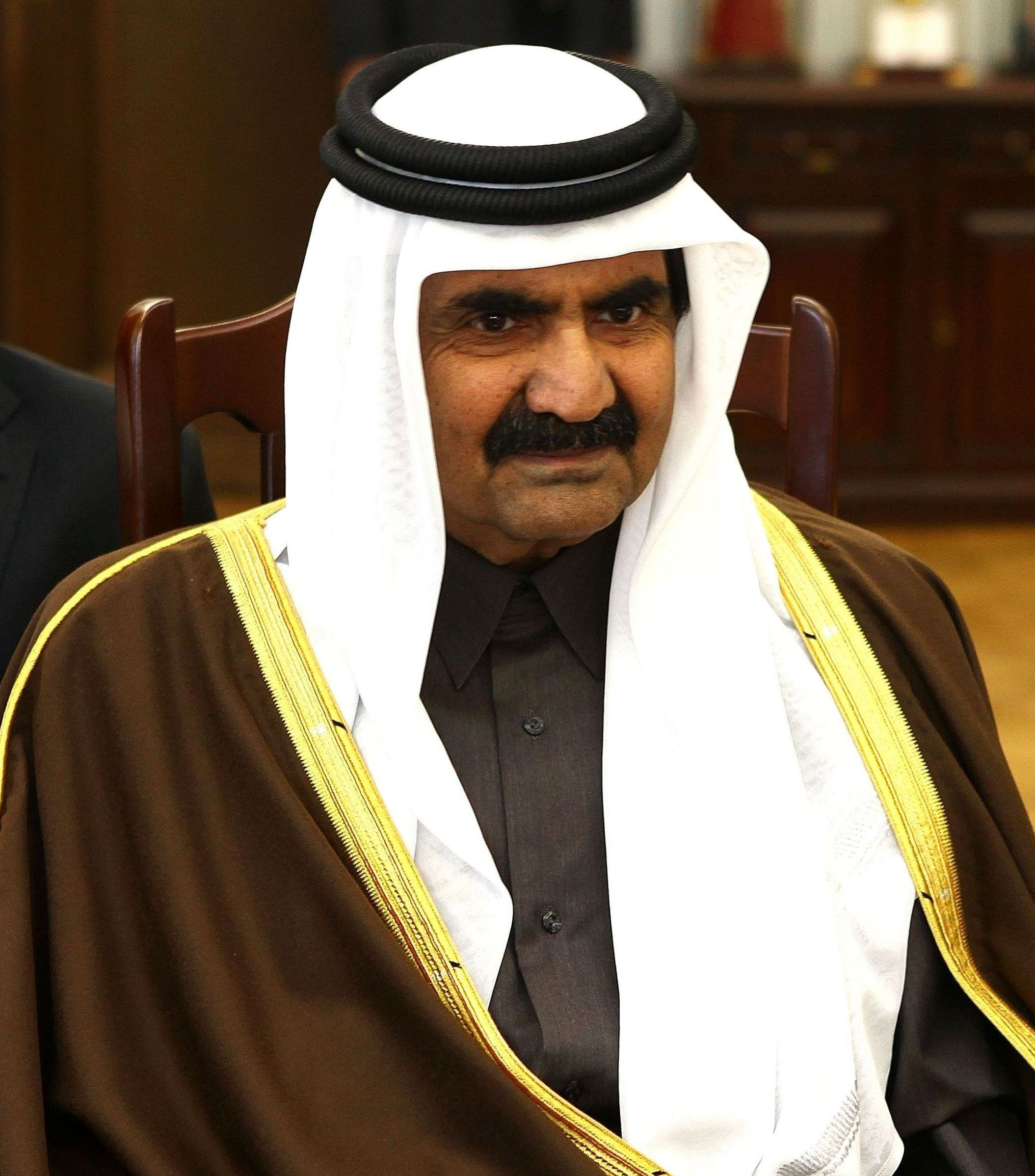
دولة قطر صاحب السمو الشيخ حمد بن خليفة آل ثاني أمير دولة قطر
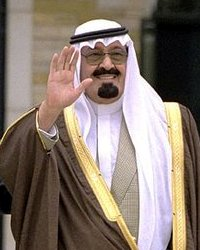
المملكة العربية السعودية صاحب السمو الملكي الأمير عبدالله بن عبدالعزيز آل سعود ولي العهد نائب رئيس مجلس الوزراء رئيس الحرس الوطني
الأمانة العامة لمجلس التعاون الخليجي معالي الشيخ جميل بن إبراهيم الحجيلان أمين عام مجلس التعاون لدول الخليج العربية